# Sailly-Achâtel
Sailly-Achâtel là một xã trong vùng Grand Est, thuộc tỉnh Moselle, quận Metz-Campagne, tổng Verny. Tọa độ địa lý của xã là 48° 56' vĩ độ bắc, 06° 17' kinh độ đông. Sailly-Achâtel nằm trên độ cao trung bình là 250 mét trên mực nước biển, có điểm thấp nhất là 214 mét và điểm cao nhất là 308 mét. Xã có diện tích 8,18 km², dân số vào thời điểm 2005 là 217 người; mật độ dân số là 26,8 người/km².

## Thông tin nhân khẩu
| 1962 | 1968 | 1975 | 1982 | 1990 | 1999 |
| ---- | ---- | ---- | ---- | ---- | ---- |
| 157  | 172  | 161  | 168  | 210  | 205  |